# Championnat de Jamaïque de football 2014-2015
Navigation
Saison précédente Saison suivante
La saison 2014-2015 du Championnat de Jamaïque de football est la quarante-et-unième édition de la première division en Jamaïque, la National Premier League. Elle rassemble les douze meilleurs clubs du pays au sein d'une poule unique où ils jouent à trois reprises les uns contre les autres. À l’issue de cette phase régulière, les quatre premiers s’affrontent lors de la phase finale pour le titre.
C'est le club d'Arnett Gardens FC qui remporte le championnat cette saison après avoir battu le tenant du titre, Montego Bay UFC lors de la finale nationale. C'est le quatrième titre de champion de Jamaïque de l'histoire du club.

## Les clubs participants
| - Harbour View FC - Tivoli Gardens FC - Waterhouse FC - Rivoli United - Montego Bay UFC - Arnett Gardens FC | - Reno FC - Promu de D2 - Humble Lion FC - Boys' Town FC - Barbican FC - Promu de D2 - Cavalier FC - Sporting Central Academy |

## Compétition
Le barème de points servant à établir le classement se décompose ainsi :
- Victoire : 3 points
- Match nul : 1 point
- Défaite : 0 point

### Première phase
| Rang | Équipe                   | Pts | J  | G  | N  | P  | Bp | Bc | Diff |
| ---- | ------------------------ | --- | -- | -- | -- | -- | -- | -- | ---- |
| 1    | Arnett Gardens FC        | 69  | 33 | 21 | 6  | 6  | 60 | 36 | +24  |
| 2    | Waterhouse FC            | 60  | 33 | 18 | 6  | 9  | 56 | 28 | +28  |
| 3    | Montego Bay UFC          | 53  | 33 | 14 | 11 | 8  | 42 | 27 | +15  |
| 4    | Humble Lion FC           | 53  | 33 | 15 | 8  | 10 | 41 | 26 | +15  |
| 5    | Harbour ViewT            | 49  | 33 | 14 | 7  | 12 | 42 | 41 | +1   |
| 6    | Tivoli Gardens FC        | 47  | 33 | 14 | 5  | 14 | 41 | 44 | -3   |
| 7    | Cavalier FC              | 43  | 33 | 12 | 7  | 14 | 30 | 32 | -2   |
| 8    | Boys' Town FC            | 43  | 33 | 12 | 7  | 14 | 37 | 47 | -10  |
| 9    | Rivoli United            | 38  | 33 | 10 | 8  | 15 | 39 | 47 | -8   |
| 10   | Reno FCP                 | 35  | 33 | 9  | 8  | 16 | 45 | 52 | -7   |
| 11   | Sporting Central Academy | 34  | 33 | 9  | 7  | 17 | 33 | 51 | -18  |
| 12   | Barbican FCP             | 25  | 33 | 5  | 10 | 18 | 26 | 61 | -35  |

|  | Qualification pour la phase finale                                        |
|  | Relégation directe en deuxième division                                   |
|  | T : Tenant du titre C : Vainqueur de la Coupe de Jamaïque P : Promu de D2 |

### Phase finale

#### Demi-finales
| Équipe 1          | Résultat | Équipe 2        | Aller | Retour |
| ----------------- | -------- | --------------- | ----- | ------ |
| Waterhouse FC     | 2 - 8    | Montego Bay UFC | 1 - 3 | 1 - 5  |
| Arnett Gardens FC | 4 - 3    | Humble Lion FC  | 1 - 1 | 3 - 2  |

#### Finale
| Équipe 1          | Résultat | Équipe 2        |
| ----------------- | -------- | --------------- |
| Arnett Gardens FC | 2 - 0    | Montego Bay UFC |

## Bilan de la saison
| Championnat de Jamaïque de football 2014-2015                        |                              |
| Champion                                                             | Arnett Gardens FC (4e titre) |
| Qualifications continentales                                         |                              |
| CFU Club Championship 2016                                           | Arnett Gardens FC            |
| CFU Club Championship 2016                                           | Montego Bay UFC              |
| Promotions et relégations                                            |                              |
| Promus en Jamaïque League                                            | UWI Pelicans FC              |
| Promus en Jamaïque League                                            | Portmore United              |
| Relégués en Championnat de Jamaïque de football de deuxième division | Barbican FC                  |
| Relégués en Championnat de Jamaïque de football de deuxième division | Sporting Central Academy     |